# Odin (software)
Odin è un progetto per eseguire programmi scritti per Microsoft Windows sotto OS/2.
Può convertire quegli eseguibili in eseguibili OS/2 nativi. Fornisce inoltre l'API Odin32 per compilare programmi Win32 (Windows API) da far girare sotto OS/2.
Odin32 è già usato in ambito commerciale. Opera ne è un esempio.
Odin converte gli eseguibili .EXE e le librerie .DLL nel formato OS/2. Utilizza inoltre il codice di WINE.